# Miksa Déri

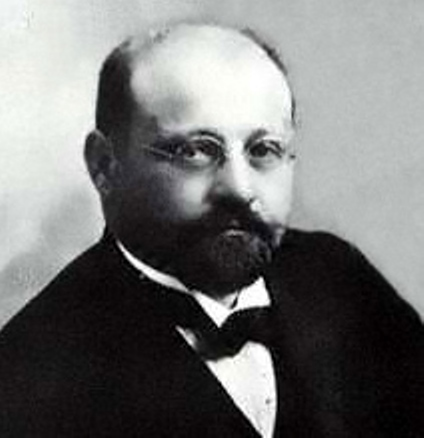
Miksa Déri

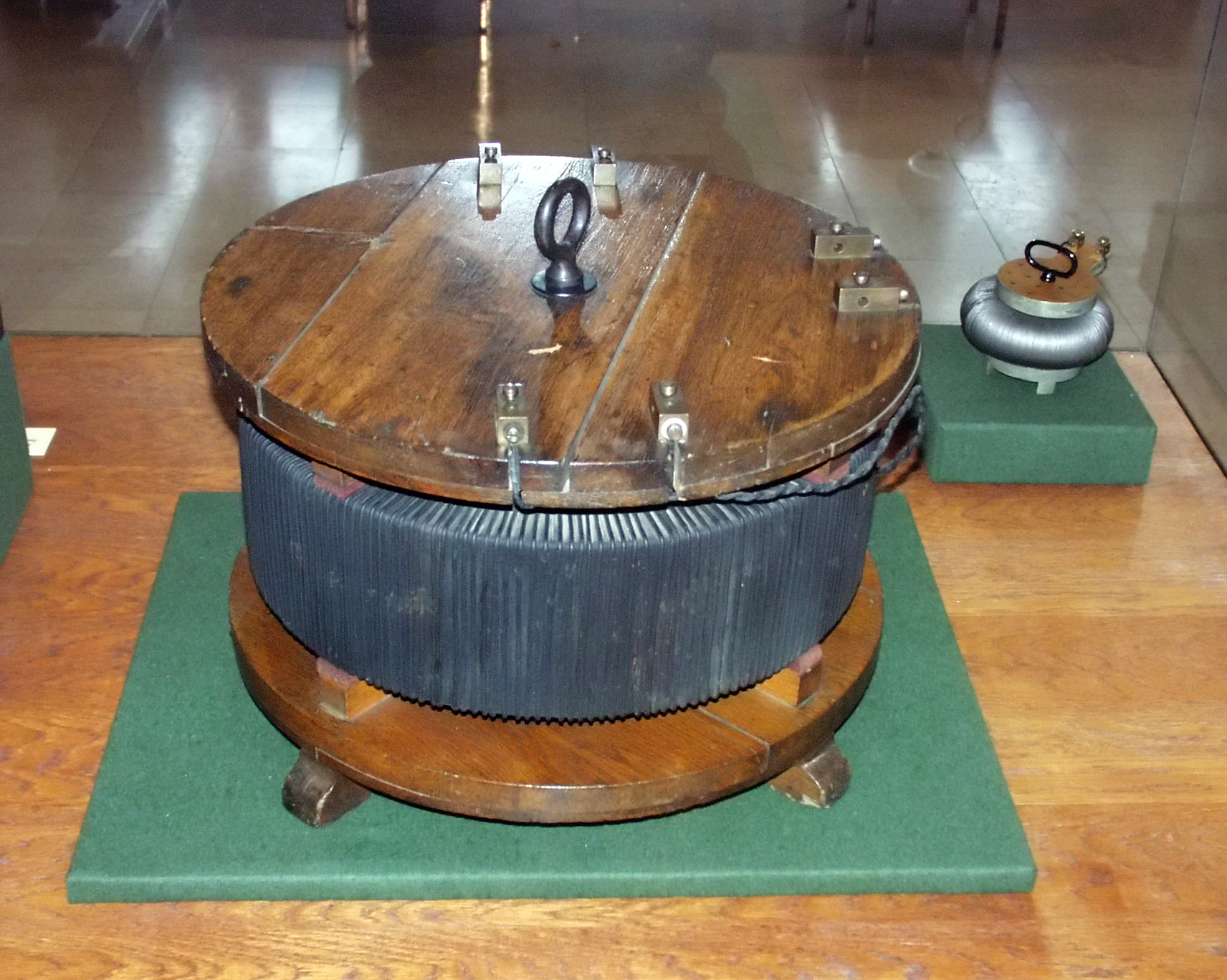
1885: Transformator von Zipernowsky, Déri und Bláthy

Miksa Déri, Maximilian Déri und Maximilian Deutsch (* 24. Oktober 1854 in Bács; † 3. März 1938 in Meran) war ein ungarischer Elektrotechniker. Er war einer der Entwickler des Transformators.

## Leben
Déri studierte bis 1877 Hydraulik an der Technischen Universität Wien. Zwischen 1878 und 1882 beteiligte er sich an der Regulierung der Flussläufe von Donau und Theiß. Gleichzeitig studierte er Elektrotechnik und arbeitete ab 1882 bei der Firma Ganz in Budapest als Ingenieur, später als Direktor. Zusammen mit Károly Zipernowsky entwickelte er einen selbsterregten Wechselstrom-Generator. Wesentliche Verdienste erwarb er sich zusammen mit Károly Zipernowsky und Ottó Titusz Bláthy bei der Entwicklung des 1885 als Patent angemeldeten (Ganz’schen) Transformators, als er für den größten Teil der experimentellen Arbeit zuständig war.
1889 kam Max Déri zur Internationalen Elektricitäts-Gesellschaft (IEG) in Wien, wo er das 1890 fertiggestellte Dampfkraftwerk Engerthstraße organisierte bzw. technisch ausrüstete und als (leitender) Direktor der Gesellschaft Kaiser Franz Joseph I. am 2. Juni 1893 durch das Werk führte. Als 1891 die IEG den Auftrag erhielt, den auf Korfu gelegenen Palast Achilleion der Kaiserin Elisabeth von Österreich-Ungarn elektrotechnisch auszustatten, übernahm Déri die Leitung des Projekts. Am 28. Oktober 1893 wurde Déri in Anerkennung seiner Verdienste als Mitglied des Verwaltungsrates der IEG kooptiert. Von 1908 bis 1922 wirkte er überdies im Verwaltungsrat der Wiener Union-Bank.
Zwischen 1898 und 1902 arbeitete Max Déri an der kompensierten Gleichstrommaschine.
Déri, mit Zipernowsky ein Bahnbrecher des Wechselstromes, verstarb in Meran, vom Standesamt Meran gemeldet als Deri Massimiliano, Ingenieur, 83 Jahre alt.

## Ehrungen, Auszeichnungen, Preise
- Ehrenmitglied des Ungarischen Elektrotechnischen Vereins[2]
- Ehrenmitglied des Elektrotechnischen Vereins in Wien[2]
- königlich ungarischer Hofrat[8]
- Ehrendoktor der technischen Wissenschaften der k.k. Deutschen Technischen Hochschule Brünn (4. Oktober 1910)[8]

## Schriften (Auswahl)
- Elektromotor für Wechselströme. In: Zeitschrift für Elektrotechnik, Jahrgang 1893, Heft 5/1893 (XI. Jahrgang), 1. März 1893, S. 101–106.
- Herstellung eines Drehfeldes durch Einphasen-Wechselströme. In: Zeitschrift für Elektrotechnik, Jahrgang 1894, Heft 14/1894 (XII. Jahrgang), 15. Juli 1894, S. 374–377.
- Wechselstrom-Motoren mit großer Anlaufskraft. In: Zeitschrift für Elektrotechnik, Jahrgang 1898, Heft 24/1898 (XVI. Jahrgang), 12. Juni 1898, S. 285–290.
- Chronik. Erinnerung an Dr. Ing. h. c. C. E. L. Brown. In: Elektrotechnik und Maschinenbau. Zeitschrift des Elektrotechnischen Vereines in Wien. Organ der Vereinigung Österreichischer und Ungarischer Elektrizitätswerke / Elektrotechnik und Maschinenbau. Zeitschrift des Elektrotechnischen Vereines in Wien( und Organ des Zweigvereines Brünn) / E. u. M. (E und M) Elektrotechnik und Maschinenbau. Zeitschrift des Elektrotechnischen Vereines in Wien / E und M Elektrotechnik und Maschinenbau. Zeitschrift des Elektrotechnischen Vereines in Wien von 1883 bis 1938 / E und M Elektrotechnik und Maschinenbau. Organ/Zeitschrift des Elektrotechnischen Vereines Österreichs, Jahrgang 1924, Heft 50/1924 (XLII. Jahrgang), 14. Dezember 1924, S. 732. (online bei ANNO).